# Eolika
«Eolika» («Эолика») — советский и латвийский вокально-инструментальный ансамбль, работавший в жанре поп-музыки. Его основатель, автор многих песен и всех аранжировок, — композитор Борис Резник.

## Первая «Эолика»
Ансамбль основан в 1967 году выпускниками Рижской средней специальной школы им. Э. Дарзиня. Первоначально группа назывались «Varavīksne» («Радуга»). С 1967 года принимала участие в концертной программе Рижского эстрадного оркестра под управлением Раймонда Паулса.
В первый состав группы входили: Борис Резник (пианист и композитор), Зигисмунд Лоренц (вокал, гитара), Юрис Гринёв (вокал, гитара), Юрий Кузминов (вокал, бас-гитара) и Эдуард Новиков (вокал, барабаны).
В 1968 году была записана первая пластинка, на которой три песни были написаны участниками группы и одна песня — Р. Паулсом, в исполнении Норы Бумбиере. В 1970 году по ряду причин группа прервала свою деятельность. В начале 1970-х название «Эолика» использовала группа под управлением солиста Латвийской государственной филармонии Александра Сотикова.

## С 1977 года
В 1977 году концертная деятельность «Эолики» была продолжена. Появились новые участники — певицы Илона Балыня и Илона Степанова. После победы на VI Всесоюзном конкурсе артистов эстрады (1979) к «Эолике» пришла популярность. Наибольшую известность получила песня «Ноктюрн» («В узких улочках Риги»), написанная композитором Александром Кублинским в новой динамичной аранжировке Бориса Резника. В 1980 году место И. Балыни заняла певица Олга Раецка, в группу влился Виктор Бураков (Земгалс). Дайнис Добелниекс присоединился в последний момент. Когда Резнику порекомендовали этого певца, решающим аргументом стало предложение одного из коллег сделать коллектив, аналогичный шведской группе «ABBA»: два мужчины и две женщины. Резник обратился к директору филармонии Рапине, и она выделила ещё одно штатное место для дополнительного солиста.
Были записаны альбомы «Сны Риги» (1980) на русском и «Pasaule, pasaulīt» (1985) на латышском языках. На это время пришлись зарубежные гастроли, коллектив выступал на Кубе и в Афганистане.
В 1987 году отдельным диском была выпущена рок-опера Б. Резника «Робинзон Крузо», но после ухода в 1985 году из состава солистки О. Раецкой популярность коллектива стала снижаться. После неоднократных смен состава, в 1996 году квартет «Эолика» (О. Раецка, И. Степанова, Д. Добелниекс и В. Земгалс) записал альбом «Kolekcija» с лучшими песнями.
В 2000-е годы группа принимала участие в небольших концертах на различных латвийских эстрадных площадках.